# Emich Gusztáv (nyomdász)
Emich Gusztáv (Buda, 1814. november 3. – Pest, 1869. április 3.) könyvkereskedő, kiadó, nyomdász. Fia, ifj. Emich Gusztáv könyvkiadó, nyomdatörténeti és természetrajzi író.

## Életpályája
Édesapja, Franz Emich pékmester Sziléziából érkezett Pestre; 1812-ben tette le a polgáresküt. Később egy gazdag polgárlányt vett feleségül, Czigelmaister Klárát. Emich tanulmányait a pesti magyar piaristáknál kezdte, majd a pesti egyetemen jogot hallgatott, később azonban a könyvkereskedői pályát választotta. Eggenberger József könyvkereskedésében kezdett, majd szakmai tapasztalatok szerzése céljából több évig dolgozott Párizsban, Lipcsében és Bécsben, majd hazatért Pestre, ahol végleg letelepedett. 1842. május 23-án a pesti belvárosi plébániatemplomban feleségül vette Anderl Jozefa Vilhelminát.
1842-ben nyitotta meg „nemzeti könyvkereskedését” a Kígyó téren. Rövid idő alatt a magyar irodalmi élet egyik legnépszerűbb alakja lett. Üzlete a kor politikai és irodalmi vezéralakjainak találkozóhelye lett. A könyvkereskedésnek ezt a szerepét annyira méltányolta Széchenyi István, hogy felvette Emich Gusztávot az angol klubok mintájára létrehozott Nemzeti Casino tagjai közé. Az üzlet vevőkörében, később pedig Emich baráti körében találjuk Toldy Ferencet, Eötvös Józsefet, és más nagy írókat is, mint például Kemény Zsigmondot vagy Jókai Mórt.
Emich könyvkereskedői és könyvbizományosi tevékenysége mellett könyvkiadói vállalkozásba is fogott. Felismerve az erősödő nemzeti, hazafias érzésekből fakadó igényeket, rövidesen ő lett a magyar irodalom egyik legismertebb patrónusa. Például Emich ismerte fel Petőfi tehetségét. A költő már 1841-ben is felkereste Emichet versei kiadása végett, de akkor a kiadó még nem látott benne fantáziát. Azonban 1844-ben már ő adta ki A helység kalapácsa című vígeposzt, ami jó üzletnek bizonyult, rendre jelentek meg belőle az újabb kiadások. 1847-ben jelent meg Petőfi Sándor összes költeményeinek gyűjteményes kiadása, melyért a költő 500 forintot kapott. A szerződés eredetileg egy kiadásra szólt, azonban néhány hónap múlva Emich újra megkereste Petőfit, s mindenkorra megvette költeményeinek kiadási jogát 1500 forintért. 1848-ban meg is jelent a második kiadás.
1848 tavaszán az általa alapított Honderű című lapnak Reformra változtatta a címét. A lap heti kétszer jelent meg nyolc oldal terjedelemben. A lap szerkesztői Nádaskay Lajos és Zerffi Gusztáv voltak. A fejléc alatt a következő jelszó volt olvasható: „Szabadság, egyenlőség, testvériség”. A Reform 1848. július elejétől napilap lett, s cikkeivel a sajtószabadságért harcolt. A lap összesen négy hónapig működött.
A szabadságharc leverése után a '48-as kormánynak tett szolgálatai miatt elkobozták Emich Gusztáv kiadványainak jelentős részét. Üzlettársát, Eisenfels Rudolfot sáncfogsággal sújtották a szabadságharc idején nyomdájában kinyomtatott proklamációk és röpiratok miatt. Emich azonban csendestársként tovább dolgozhatott a nyomdában.
1850. március 9-én jelent meg a Pesti Napló első száma, amelyet Eisenfels nyomdájában nyomtattak ki. Július 25-étől lett Emich a lap hivatalos kiadója. Eisenfels júliusban szabadult amnesztiával. Ezután 1852-ig dolgoztak együtt, amikor Eisenfels átengedte a tulajdonjogát Emichnek. A nyomda ekkor az Úri utca és a Zsibárus (Párisi) utca sarkán lévő házban működött.
Emich Gusztávot az MTA 1860. április 18-i ülésén a „Magyar Tudományos Akadémia nyomdásza” címmel ruházták fel. Az MTA kiadványainak nyomtatása megszilárdította a pozícióit, és állandó megrendeléseket hozott számára. Mivel az MTA nagyfokú igényességet is követelt, ezért Emich a nyomdáját állandóan fejlesztette és modernizálta.
Az 1867-es kiegyezést követő tőkés ipari fejlődés lehetőségei, a vállalat gyorsabb fejlesztése arra ösztönözte Emich Gusztávot, hogy részvénytársaságot alapítson. Az 1868. július 3-án alakult Athenaeum Irodalmi és Nyomdai Rt. tagjai között megtalálhatóak mind a banktőke, mind az irodalom kitűnő képviselői. Az első igazgatóság tagjai között volt Deutsch Jakab bankár, Kandó Kálmán, Kemény Zsigmond és Jókai Mór. Az igazgató Emich Gusztáv volt. A tőkeerős részvénytársaság jól fejlődött, s már az alapítás évében megvette Wolf János betűöntödéjét, és napirendre tűzte a lassú sajtóprések kicserélését termelékenyebb nyomdagépekre.
Huszonhat évi kiadói munkássága alatt 663 művet adott ki, amiből 629 magyar nyelvű volt. A Ferenciek terén, a Teleky-féle házban működő nyomdája folyamatosan fejlődött. Mintegy kétszáz dolgozójával ez volt Magyarország legnagyobb nyomdája az ezernyolcszázhatvanas évek elején.
A nyomdászat terén kifejtett tevékenységéért a magyar kormány ajánlására a király „emőkei” előnévvel nemességet adományozott neki.
1869. április 3-án hunyt el hörgőtágulásban Pesten. A Kerepesi temetőben helyezték örök nyugalomra neves pályatársai közé. A vállalat vezetését fia, ifj. Emich Gusztáv vette át.

## Kiadványai

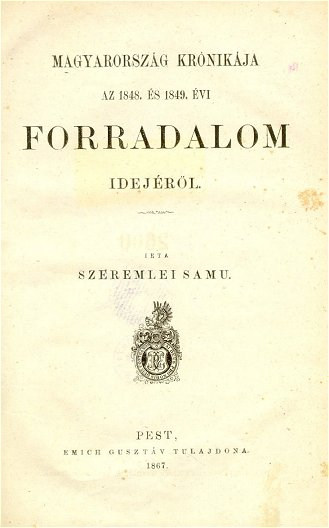
Emich Gusztáv kiadványa

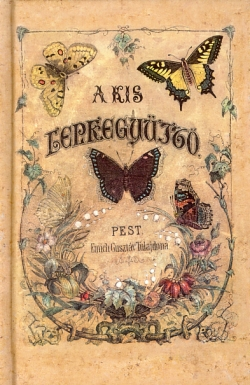
Emich Gusztáv kiadványa

Emich nevéhez fűződik a Budapesti Hírlap, a Magyar Posta, a Pesti Hírnök, az Új Magyar Múzeum, a A Hon, a Koszorú, a Fővárosi Lapok, a Szépirodalmi Lapok, a Budapesti Képes Újság, az 1848, Gyermekbarát, Ifjúság lapja, a Magyar Akadémia Értesítője, Statisztikai Közlemények, Bolond Miksa és sok más napilap és folyóirat. Az ő gondozásában jelent meg két Táncsics Mihály-kötet: a Magyarok Története és a Magyar Nyelvtudomány. 1853-tól az övé volt Jókai Mór minden új regényének kiadási joga. 1858-ban a Szent István Társulat megbízásából kiadta az Encyklopédiát, 1864-től pedig nála jelentek meg a Nemzeti Színház színlapjai. 1866-tól az ő nyomdájában készültek az országgyűlési nyomtatványok és 1867-től a postaigazgatóság hivatali kiadványai. 1867-ben Emich Gusztáv adta ki a Bécsi Képes Krónikát, ami a párizsi világkiállításon aranyérmet nyert. A külföldi írók közül többek között Dumas, Dickens, Voltaire és Molière műveit adta ki.
Emich Gusztáv kiadványainak nagy részét az MTA kiadványai tették ki.